# Orthotrichum pusillum
Orthotrichum pusillum är en bladmossart som beskrevs av Mitten 1864. Orthotrichum pusillum ingår i släktet hättemossor, och familjen Orthotrichaceae. Inga underarter finns listade i Catalogue of Life.